# Memoria (Architektur)
Cella memoriae oder kurz Memoria (lat. Gedächtnis(stätte)) nennt man in der Architektur ein Bauwerk über oder mit einem Grab, das dem Gedächtnis des Bestatteten gewidmet ist. Diese Art von Gedächtnisstätte wird auch Martyria (griech. „Zeugnis“) genannt. Bei frühchristlichen Grabbauten oder einem größeren Gebäude spricht man von Coemeterium (griech. κοιμητήριον = Ruheort), dem Synonym für „Friedhof“, was im englischen cemetery und im französischen cimetière noch ersichtlich ist.

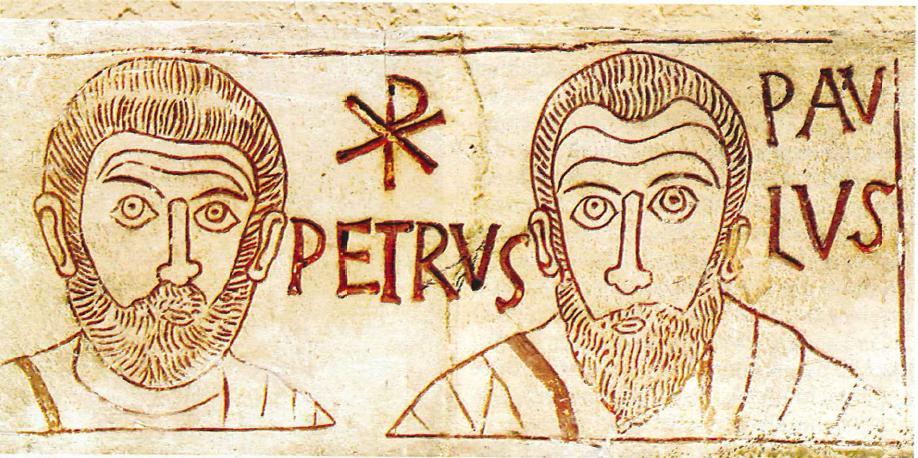
Ritzzeichnung Petrus und Paulus in einer römischen Katakombe, heute im Museo Pio Cristiano, Vatikan

## Zur Geschichte
In altchristlicher Zeit wurden die Gedenkstätten von Märtyrern und Heiligen (oder von deren Reliquien) als Memoria oder Martyrion bezeichnet; auch Gedächtnisbauten an Orten der Erscheinung von Jesus Christus oder von biblischen Personen wie z. B. Geburtskirche und Grabeskirche fallen unter diese Begriffe.
Memorien waren kleine Bauwerke auf quadratischem oder kreisförmigem Grundriss, in der Frühzeit manchmal nur ein auf vier Säulen ruhendes Dach. Sie dienten nicht als Versammlungsraum, sondern als Treffpunkt zum Gebet und als Aufnahmestätte für Gedenk- und Votivgaben. Sie können archäologisch nur rekonstruiert werden, da sie entweder früh aufgegeben wurden und verfielen oder aber als Keimzellen großer Kirchbauten unter deren Fundamenten liegen – meist in der Mitte der Krypta und genau an der Stelle, wo sich im Erdgeschoss der Hauptaltar befindet. 

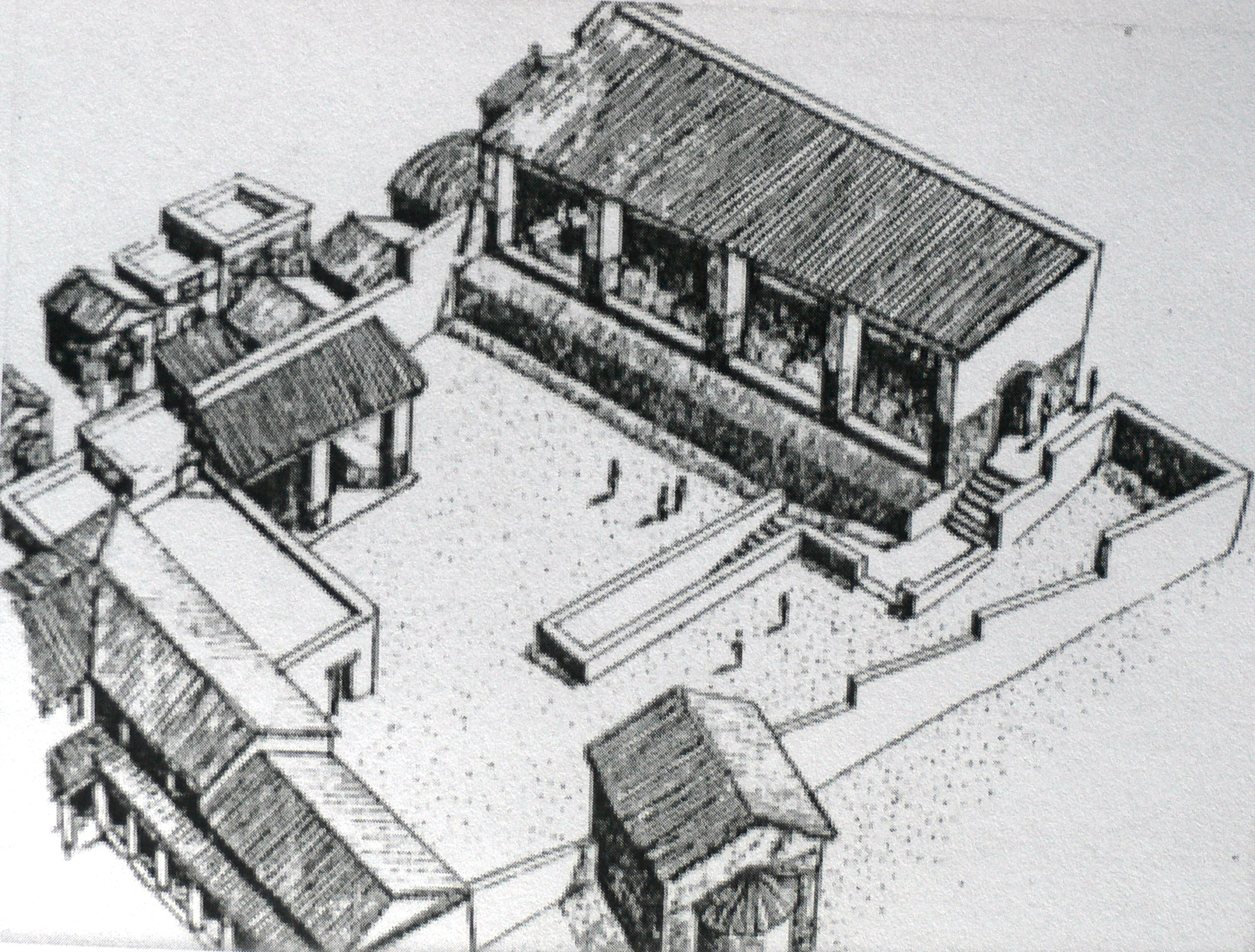
Memoria Apostolorum (ca. 260) unter der Umgangsbasilika an der Via Appia

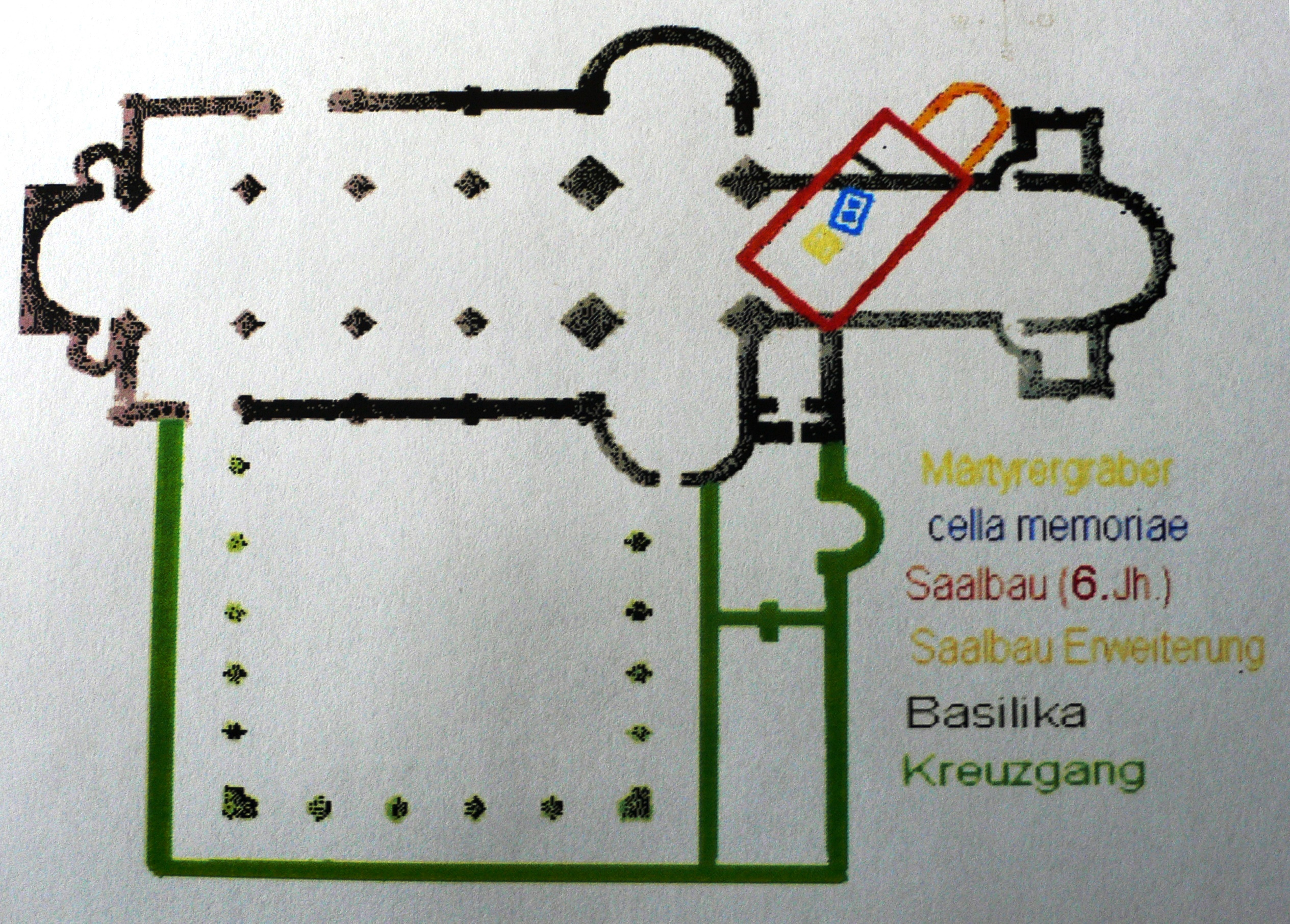
Cella memoriae vor den Märtyrergräbern in der Saalkirche des 6. Jh. in Bonn

## Frühchristliche Beispiele in Rom

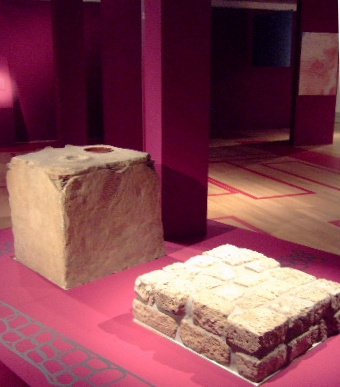
Ausstattungsgegenstände der Cella memoriae aus dem Bereich des heutigen Bonner Münsters

Zu den bekanntesten frühchristlichen Beispielen einer Memoria in Rom gehören: 
• Mitte 2. Jh.: Petrusmemoria mit Marmorplatte und zwei Säulchen über dem vermuteten Grab des Apostels Petrus in Alt-St. Peter in Rom.
• Ca. 200: Cella memoria über dem vermuteten Grab des Apostels Paulus von Tarsus, gestiftet von dem römischen Presbyter Gaius.
• Ca. 260: Memoria Apostolorum für die Apostel Petrus und Paulus unter der um 317 dort  errichteten Basilika Apostolorum (S. Sebastiano fuori le mura).
• 3. – 4. Jh.: Märtyrer-Sanktuar in der Anonymen Katakombe an der Via Ardeatina.
• 4. Jh.: Memorial-Kapelle über dem Grab der hl. Agnes von Rom in der Katakombe an der Via Nomentana.